# Католикон (грамматика)
Католикон (Summa grammaticalis quae vocatur Catholicon) — латинская грамматика, написанная доминиканцем Иоганном Бальбом и законченная 7 марта 1286 года в Генуе. Книга состоит из курсов по орфографии, этимологии, грамматики, просодии, риторике и этимологического словаря латинского языка (primae, mediae et infimae Latinitatis). По всей видимости, это первая лексикографическая работа, в которой появляется полный алфавитный порядок (от первой до последней буквы каждого слова).
Учебник был высоко оценен, получил широкое распространение и использовался более чем столетие после своего появления. Он удостоился как высокой похвалы, так и чрезмерной критики. Эразм Роттердамский критикует его в своих работах «De Ratione Studiorum» и «Colloquia». В ответ на эту критику Леандро Альберти (Leandro Alberti) написал сочинение в защиту «Католикона».

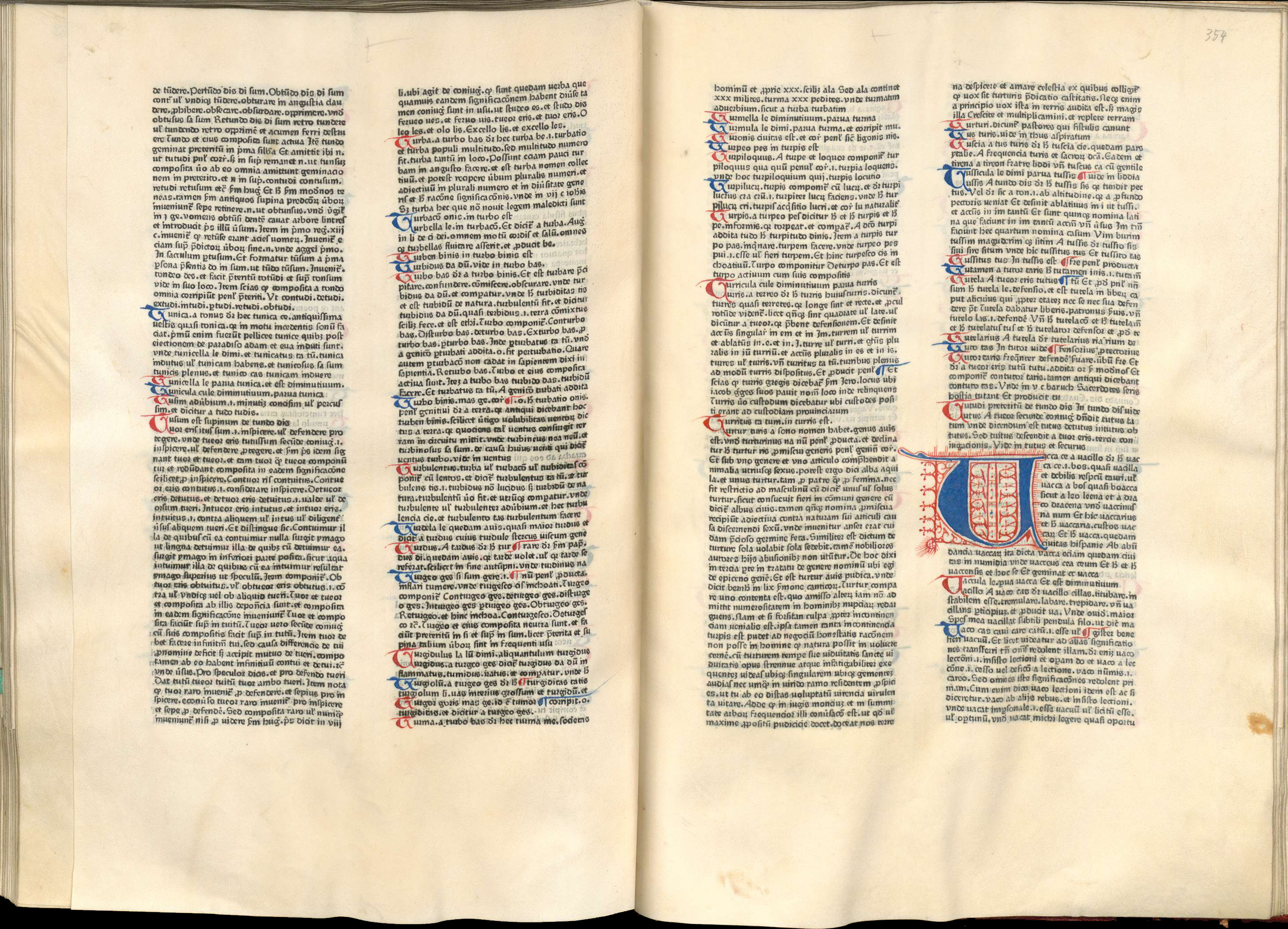
Разворот из печатного Католикона, изданного, возможно, Гутенбергом.

## История печатного издания
«Католикон» стал одной из первых печатных книг. Первое издание напечатано в 1460 году в Майнце (возможно, Иоанном Гутенбергом). Шрифт книги, т. н. «готическая антиква», представляет собой легкую для чтения, но еще готическую форму шрифта, предшествовавшую современной антикве. В книге 744 страницы формата фолио. На полосе — две колонки по 66 строк. Вышли издания как на пергамене, так и на бумаге. Примерный тираж — 300 экземпляров.
В колофоне книги говорится, что она была напечатана в 1460 году в Майнце. Бумага в разных экземплярах содержит разные водяные знаки, которые указывают на иную датировку. Католикон вышел в трех изданиях в 1460, 1469 и 1472 годах. В таких случаях издания инкунабул разных годов отличались друг от друга, так как книгу приходилось набирать заново. Однако, все три издания «Католикона» абсолютно идентичны.
Исследователь Лотте Хеллинга сделал предположение, что все три издания были напечатаны в 1469 году, но на трёх разных прессах и тремя разными издателями, которые сотрудничали в рамках совместного предприятия. Идентичность набора была достигнута тем, что набранную верстку, закрепив проволокой, перевозили от одного издателя к другому. Этими издателями могли быть братья Бехтермюнце (Эльтвилль), Петер Шёффер (Майнц), Ульрих Целль (Кёльн), а также Иоганн Зензеншмидт и Генрих Кеффер из Нюрнберга. Однако, эта теория не объясняет причину ошибки в колофоне. Кроме того, перевозка такого большого шпека (готового набора; Stehsatz) равноценна подвигу и маловероятна.
Учёный Пауль Неедхам решил, что «Католикон» напечатан посредством клише или стереотипов, отлитых с исходного набора. Но такой способ начали производить 3 столетиями позже. Правильное распределение по годам этих трёх изданий является существенной проблемой в истории книгопечатания. Такой способ значительно экономит расходы и временные затраты на набор, а предположение объясняет, как книга могла быть напечатана в разных городах в разное время. Однако, такая технология была изобретена только три века спустя и, хотя и была возможна в XV веке, остается не ясным, почему она не использовалась и в других случаях.
Исследование, проведенное в 1990-х годах, во время которого сопоставлялись едва заметные различия, обусловленные использованием разных печатных прессов, удалось выяснить, что издание 1469 года было напечатано Петером Шёффером. Издание 1472 года могло быть напечатано в Страсбурге, Кёльне или Базеле. Первое издание 1460 года, вышедшее на пергамене и бумаге, вполне могло быть напечатано Иоганном Гутенбергом.